# La farfa
『la farfa』（ラ ファーファ）は、文友舎が発行していた女性向けファッション雑誌。奇数月20日発売。

## 概要
「日本初の“ぽっちゃり女子”のための本格ファッション誌」をコンセプトに、2013年3月21日にぶんか社より創刊された。創刊当初は季刊発行だったが、2014年3月20日発売の同年5月号から隔月発行となっている。キャッチコピーは「ぽっちゃり女子のおしゃれ応援マガジン」→「ぽっちゃり女子のおしゃれバイブル」。表紙モデルは創刊号から2015年3月号まで渡辺直美が務め、その後野呂佳代などが務めている。2019年にぶんか社の分割に伴い文友舎に移管された。2024年11月20日発売の2025年1月号をもって休刊。2025年1月6日、事業分割により株式会社la farfaがメディア運営、モデルマネジメント等の事業を引き継いだ。
雑誌名はイタリア語で「蝶」を意味する「farfalla（ファルファッラ）」に由来し、サナギが華やかな蝶になって羽ばたくように読者にも綺麗に変身してほしいという願いが込められている。
Vol.4発売後からTwitterやネット掲示板などで特集記事に紹介された「マシュマロ女子」が話題となり、「可愛い」「ただのデブ」と賛否両論を巻き起こす。ファッションに関心が高く積極的な、ぽっちゃり、ふくよかな女性を表す名称として使われるようになったが、特集記事ではファー付きコートなどのふわふわモコモコした服装に身を包んだ、ふっくら感が出ているファッションスタイルを指す。

## 専属モデル
- Nao
- 安藤うぃ
- おさむ
- 大橋ミチ子
- アイシャ
- チャグ
- 小川みこ
- あいまる
- ごりちゃん
- さっちゃん
- UraN
- 島袋かほ
- そわんわん
- れいぼん
- kaorisu
- あみゅ
- まぐたん
- むく
- なまちゃん
- ひーたん
- 菜々
- 一紗
- チンゆうこ
- あまぎ。
- 倉水ゆきな
- 堀槙利子
- えんどぅー
- 後藤聖菜
- 高端澄

## コラボレーション
2016年1月号にて、DMMのブラウザゲーム『しんけん!!』の登場キャラクターの一人である「長谷部しきり」をモデルとして本誌でデビューしており、本誌に描き下ろしファッションイラストが掲載された。